# 梁皇后 (胡夏)
梁皇后（?—?），夏武烈皇帝赫连勃勃的皇后。梁皇后虽不是赫连勃勃的元配夫人，但在凤翔二年（414年），梁氏被册立为王后，凤翔六年（418年），赫连勃勃即皇帝位，梁王后升格为皇后。梁皇后的生平事迹、生卒时间，史书不详。